# Ministero delle finanze (Finlandia)
Il Ministero delle finanze (in finlandese Valtiovarainministeriö, abbreviato VM in svedese Finansministeriet, abbreviato FM) è un dicastero del consiglio di Stato finlandese deputato alla gestione della politica economica e finanziaria del paese.
Il Ministro delle finanze in carica è Riikka Purra dal 20 giugno 2023.
Il ministero impiega indirettamente circa 12.000 persone attraverso il suo ramo amministrativo. Circa 360 persone sono impiegate dal ministero stesso.
Per il 2018, il budget dell'FM è stato di 17.194.849.000 euro.

## Storia
Il Ministero delle finanze è, insieme al Ministero della giustizia, uno dei due più antichi ministeri della Finlandia. L'autonomia fiscale della Finlandia iniziò nella Dieta di Porvoo nel 1809, quando l'imperatore di Russia e il Granduca di Finlandia Alessandro I dichiararono solennemente che tutte le tasse riscosse nel Granducato di Finlandia autonomo sarebbero state utilizzate esclusivamente per soddisfare le esigenze della nazione. Il predecessore del Ministero delle finanze era chiamato Divisione economica del Consiglio direttivo. È stata fondata per gestire gli affari civili, amministrativi ed economici del Paese.